# Sjenica
Sjenica (cyr. Сјеница) – miasteczko w Serbii, w okręgu zlatiborskim, siedziba gminy Sjenica. W 2011 roku liczyło 14 060 mieszkańców.
Jest położona w Sandżaku, w południowo-zachodniej części kraju, pomiędzy Prijepoljem a Novim Pazarem, na płaskowyżu Pešter. Wysokość bezwzględna przekracza 1000 m n.p.m.
W 2011 roku Boszniacy stanowili 76% populacji.
Pierwsza historyczna wzmianka o miejscowości pochodzi z 1253 roku. Leżała na szlaku handlowym z Dubrownika do Niszu. W czasach osmańskie została ufortyfikowana.